# آخرین اخطار
آخرین اخطار (انگلیسی: The Last Warning) فیلمی در ژانر معمایی به کارگردانی پل لنی است که در سال ۱۹۲۹ منتشر شد.

## بازیگران
- لورا لا پلانت
- مونتاگو لاو
- مارگارت لیوینگستون
- جان بوول
- برت روچ
- چارلز کی. فرنچ
- مک سوین
- روی دارسی
- اسلیم سامرویل
- توربن مایر
- دارسی کوریگان
- بر مکینتاش